# Dipterocarpus stellatus
Dipterocarpus stellatus är en tvåhjärtbladig växtart. Dipterocarpus stellatus ingår i släktet Dipterocarpus och familjen Dipterocarpaceae.

## Underarter
Arten delas in i följande underarter:
- D. s. parvus
- D. s. stellatus